# Boltenmühle
Boltenmühle ist ein Gemeindeteil von Gühlen-Glienicke, einem Ortsteil der Stadt Neuruppin im Landkreis Ostprignitz-Ruppin (Brandenburg).

## Geographie
Der Gemeindeteil Boltenmühle liegt etwa 13 Kilometer nördlich von Neuruppin, zwischen Kalksee und Tornowsee am Binenbach, etwa 200 Meter vor dessen Einfluss in den Tornowsee. Er liegt auf 46 m ü. NHN. Die Siedlung ist über die L16, Abzweig zwischen Steinberge und Gühlen-Glienicke, von Binenwalde oder auch von Rottstiel und Tornow aus über kleine Straßen gut zu erreichen.

## Geschichte

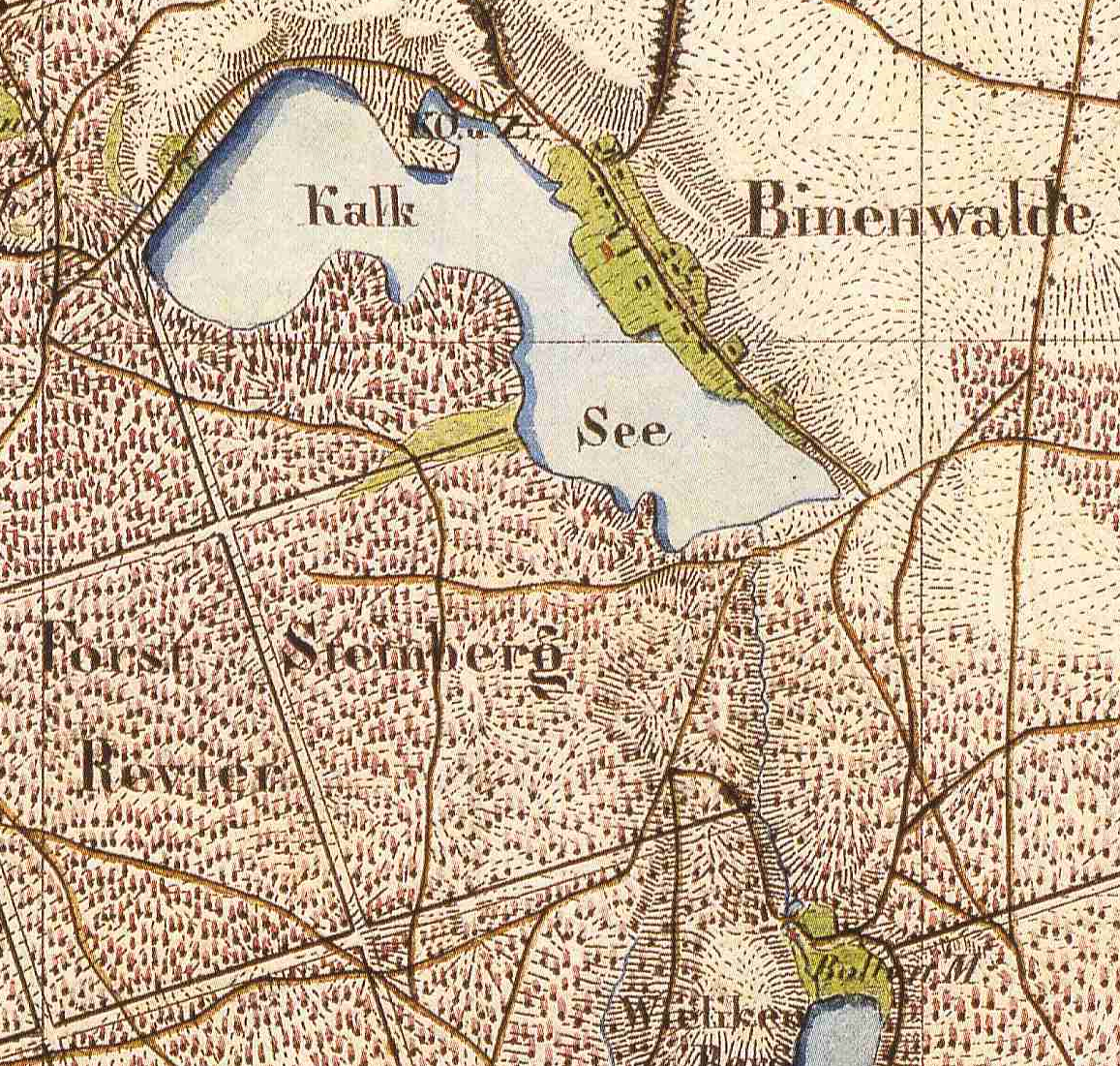
Boltenmühle (Bolten M.) unten und darüber Binenwalde 1825

Am 5. März 1718 erwarb der Kaufmann Hans Joachim Boldte, auch Bolten geschrieben, aus Rathenow ein Stück Land am damaligen Kalkseebach (heute Binenbach) und erhielt die Konzession zum Bau einer Schneidemühle. Das Areal unterstand dem Amt Alt Ruppin. Ein Jahr später erhielt er auch die Erlaubnis eine Mahlmühle zu errichten. 1723 begann der Bau der Boltenmühle am Weilickenberg als Ersatz für die eingegangene Mühle bei Kagar. Für die beiden Mühlen musste er 40 Taler Grundzins zahlen. Die Bauern aus Braunsberg, Kagar, Linow und Wallitz waren Zwangsmahlgäste in der Boltenmühle. 1731 musste die Mühle versteigert werden. Ihm folgte der Mühlenmeister Joachim Christoph Fleischmann aus Neustadt (Dosse). Auch er blieb nicht lange im Besitz der Mühle. 1735 verkaufte er die Boltenmühle an Johann Klöckner. 1753 hatte die Erbwassermühle 47 Morgen 140 Quadratruten Heuerland. Johann Ernst Fabri beschreibt die Boltenmühle als ein königliches Dorf mit 1 Feuerstelle, das 1767 11 Einwohner hatte, 1787 24 Einwohner. 1782 folgte der Sohn des Johann Klöckner, Christian Friedrich Klöckner nach. Er hatte mehrmals Ärger mit dem Oberamtmann Johann Friedrich Bütow vom Amt Alt Ruppin wegen der Zahlungsform des Mühlenpachtes. Der Amtmann wollte die Pacht in natura haben, Klöckner wollte anscheinend in Geld bezahlen. Dieser zog 1791 nach Mecklenburg ab.
Ihm folgte ein Mühlenmeister Schröder nach. 1793 pachtete dieser für eine jährliche Pacht von 8 Groschen pro Morgen 40 Morgen Zühlensches Forstland. Er musste allerdings auf freies Deputatholz verzichten. 1794 wollte er die Zühlensche Forstdienstwiese pachten.  Die zwei Wohngebäude (Feuerstellen) hatten zwölf Bewohner. 1801 schrieb Bratring, dass die Boltenmühle ehemals Weilcken oder Wilckenbergische Mühle genannt wurde. Westlich der Boltenmühle liegt der Weilickenberg, auf dem eine Höhensiedlung der jüngeren Bronzezeit gefunden wurde. 1801 hatte die Boltenmühle 11 Einwohner in zwei Wohngebäuden. 1811 klagten die Ortsarmen von Zühlen gegen den neuen Müllermeister Lemcke. Sein Vorgänger, Müllermeister Schröder hatte ein Legat von 200 Talern an die Ortsarmen in Zühlen gemacht, die anscheinend auf der Mühle standen. Der neue Besitzer der Boltenmühle wollte dieses Legat nun nicht mehr zahlen. Das Legat bestand jedoch bis in die 1840er Jahre fort.
1817 hatte Boltenmühle 19 Einwohner, Besitzer war ein Mühlenmeister Lemcke. Wann er die Boltenmühle übernommen hatte, war bisher nicht zu ermitteln. 1823 kaufte Mühlenmeister Wilhelm Christian Ramm die Boltenmühle. 1841 ist die Boltenmühle als Wasser-, Mahl und Schneidemühle charakterisiert. Allerdings ist nun nur noch ein Wohngebäude erwähnt, in dem 11 Menschen wohnten. Nicht in die Besitzabfolge der Chronik passt eine Notiz im Amtsblatt von 1844, wo ein Mühlenmeister C. A. Schultze zu Boltenmühle bei Neuruppin eine Mühle zum Kauf in der Netzegegend (Neumark) suchte.
Im November 1846 wurde Mühlenmeister Rudolph Eduard Hermann Ramm zum Schiedsmann für den 4. ländlichen Bezirk des Kreises Ruppin verpflichtet. Erneute Bestätigungen für dieses Amt erfolgten 1853, und 1861. 1861 stand nur noch ein Haus in Boltenmühle mit neun Bewohnern. Zur Boltenmühle gehörten vier Wirtschaftsgebäude. Auch 1871 bestand die kleine Siedlung nur noch aus einem Wohnhaus (mit neun Einwohnern),

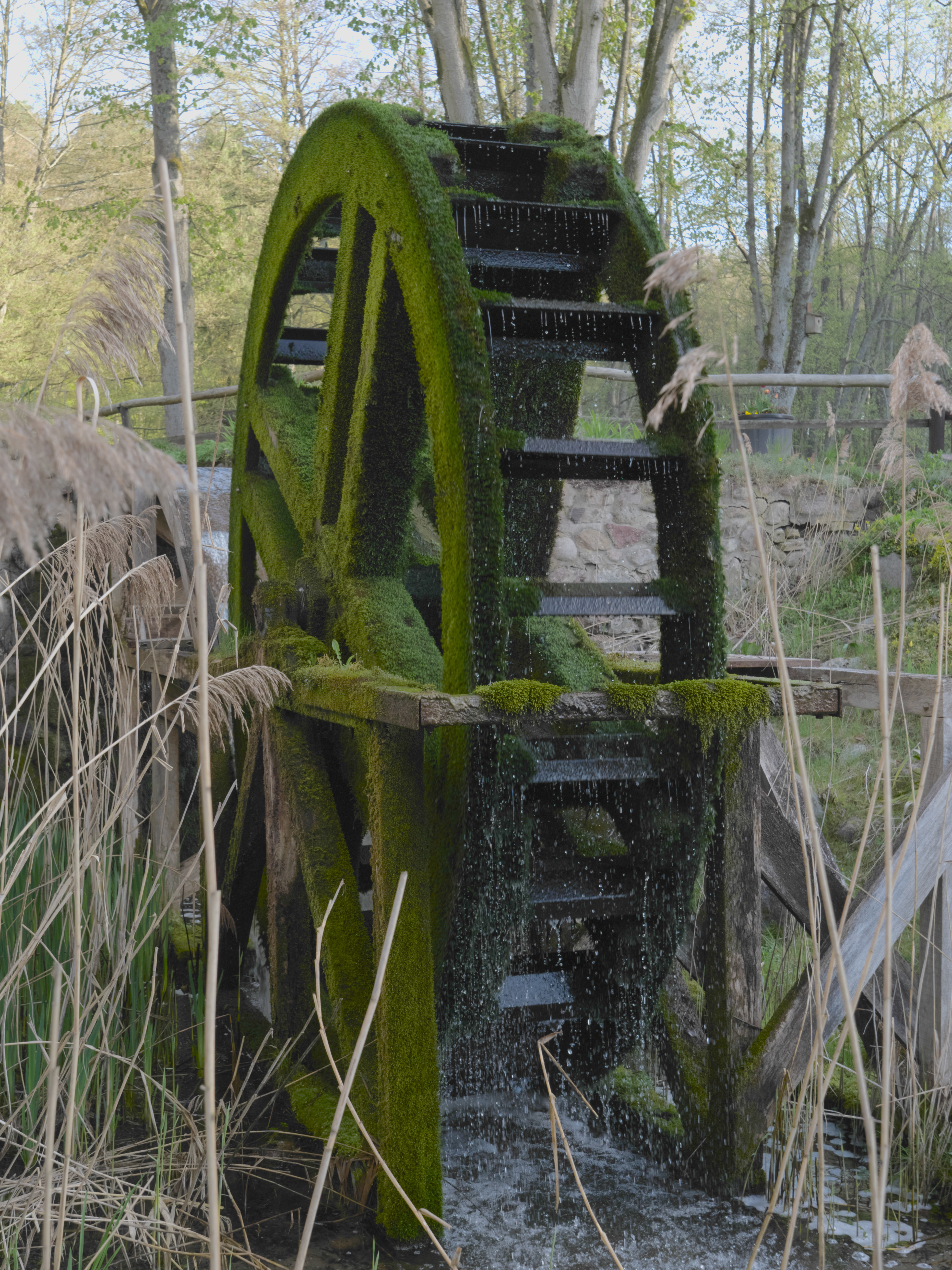
Mühlrad

1932 kaufte Bäckermeister Alfred Schultze aus Rägelin die Boltenmühle. Er gestaltete sie zu einem Ausflugslokal mit Übernachtungsmöglichkeit um. Zu DDR-Zeiten war die Boltenmühle ein beliebtes Ausflugslokal, das im Sommer durch Sonntagsfahrten des DDR-Reisebüros angefahren wurde. Auch machten Wasserwanderer hier Station, oder Bewohner der umliegenden Campingplätze kehrten hier ein. Die Konsumgenossenschaft des Kreises Neuruppin führte die Boltenmühle von 1959 bis 1992. Im Juni 1992 brannte das historische Gebäude durch Brandstiftung nieder. Der Wiederaufbau erfolgte durch Rekonstruktion des historischen Gebäudes. Die Boltenmühle ist heute Hotel und Restaurant.

## Die Besitzer der Boltenmühle in der Übersicht
- 1718–1731 Hans Joachim Bolten.
- 1731–1735 Mühlenmeister Joachim Christoph Fleischmann aus Neustadt (Dosse).[15]
- 1735–1782 Johann Klöckner[15]
- 1782–1791 Christian Friedrich Klöckner[15]
- 1791, 1793, 1794 Mühlenmeister Schröder
- 1811, 1817 Müller/Mühlenmeister Lemcke zu Boltenmühle[12][14]
- 1823(?) – 1865 Wilhelm Christian Ramm[15]
- 1844 Mühlenmeister C. A. Schultz[17]
- 1865, 1867–1875 Mühlenbesitzer Hermann Ramm[23]
- 1875–1932 Mühlenbesitzer Ramm
- 1932 Alfred Schultze[24]

| Jahr      | 1767 | 1787 | 1798 | 1801 | 1817 | 1840 | 1858 | 1871 | 1925 |
| Einwohner | 11   | 24   | 12   | 11   | 19   | 11   | 9    | 9    | 16   |

### Historische Landwirtschaft
| Aussaat     | Roggen      | Gerste     | Hafer       | Erbsen     | Kartoffeln  | Buchweizen | Leinsamen |
| ----------- | ----------- | ---------- | ----------- | ---------- | ----------- | ---------- | --------- |
| Menge       | 20 Scheffel | 6 Scheffel | 17 Scheffel | 1 Scheffel | 14 Scheffel | 1 Scheffel | 10 Metze  |
| Tierbestand | Pferde      | Rinder     | Schafe      |            |             |            |           |
| Stück       | 3           | 8          | 16          |            |             |            |           |

## Kommunalpolitische Zugehörigkeit
Die Boltenmühle wurde auf Amtsgebiet des Amtes Alt Ruppin errichtet und musste den Grundzins nach Altruppin entrichten. Nach Auflösung der Ämter 1872/74 war die Boltenmühle quasi eine selbständige kommunale Einheit. Bei der Bildung der Amtsbezirke wurde Boltenmühle unter den Gemeinden aufgeführt, nicht unter den Gutsbezirken. Sie wurde dem Amtsbezirk 16 Neuglienicke zugewiesen. Amtsvorsteher war Oberförster Riesen vom Gutsbezirk Neuglienicke, sein Stellvertreter Gutsbesitzer Strohmeyer in Binenwalde. 1895 wurde die Boltenmühle in den Gutsbezirk Neuglienicke eingegliedert. 1929 wurde Boltenmühle in die Gemeinde Rheinsberg-Glienicke eingemeindet. 1950 wurde Rheinsberg-Glienicke nach Gühlen-Glienicke eingemeindet. 1950 wurde Boltenmühle folglich ein Ortsteil von Gühlen-Glienicke.
Mit der Gründung des neuen Landkreises Ostprignitz-Ruppin wurde Gühlen-Glienicke am 5./6. Dezember 1993 in die Stadt Neuruppin eingegliedert und ist nun ein Ortsteil der Stadt Neuruppin. Boltenmühle ist nach dem offiziellen Sprachgebrauch nur noch ein bewohnter Gemeindeteil von Gühlen-Glienicke.